# Macul Roșu (simbol al vremii)

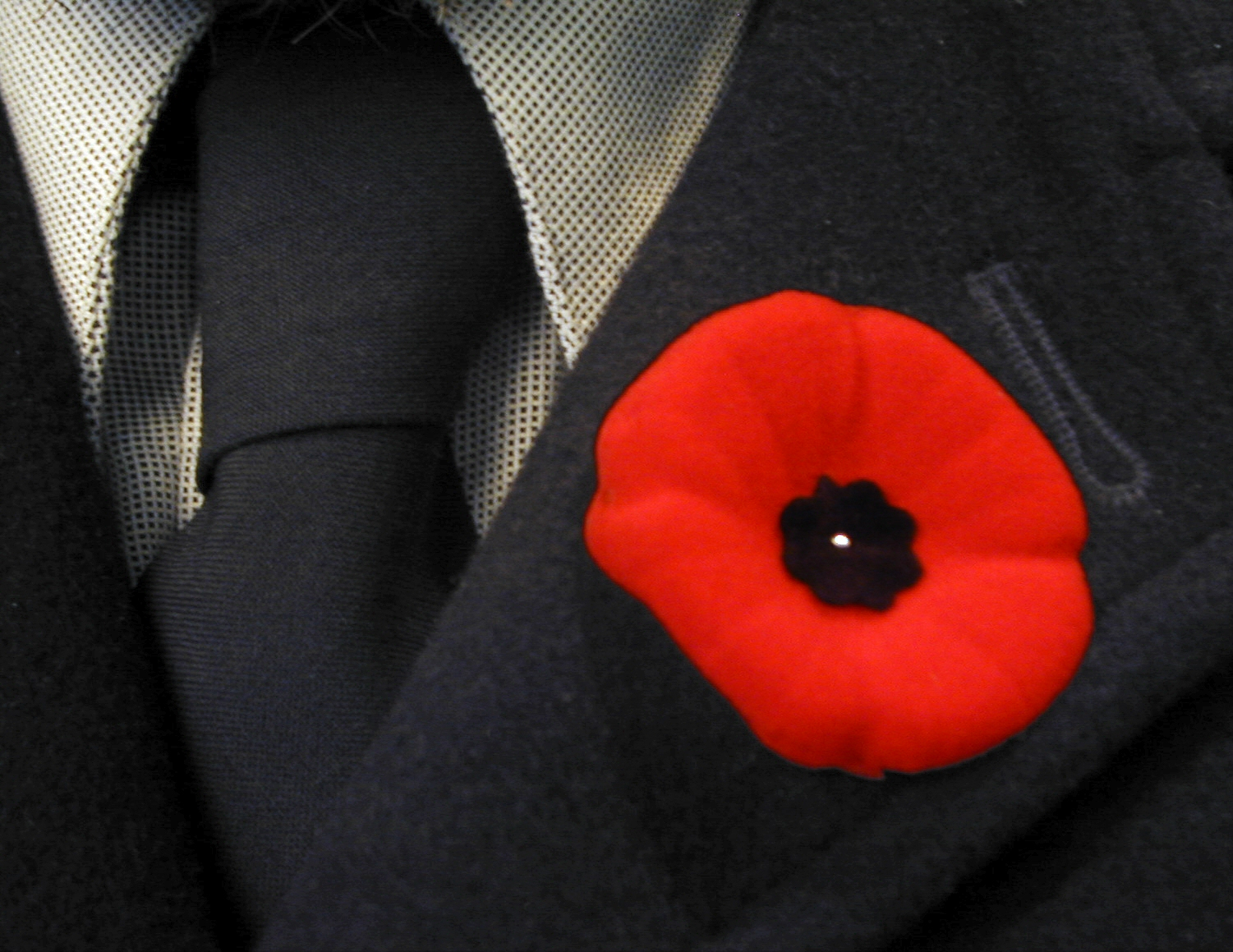
Floare de mac pe reverul jachetei

Mac rosu  (engl. Remembrance poppy, se înțelege mack самосейка) — simbol în memoria victimelor Primului război mondial, iar ulterior — al tuturor victimelor militare și civile implicate in  conflictul armat, începând cu 1914.

## Istoria și valoarea

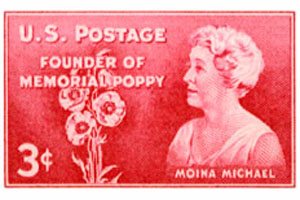
Marcă poștală din SUA, 1948, dedicata Moinei Michael

Pentru prima dată, ca un simbol de culoare macul  apare într-un  poem canadian al medicului  militar John МcCrae "in Flanders fields" (1915) .

Ideea de a folosi mac rosu ca simbol de memorie aparține Moinei Michael, profesor  in cadrul Universitatii din Georgia, SUA. Impresionata de munca lui McCrae  în noiembrie 1918, ea a scris propriul poem "Vom păstra credința", unde  a jurat pentru  întotdeauna să poarte mac roșu, în memoria celor căzuți în Primul război mondial. După 1918 Мoina Michael se ocupa de sprijin financiar in sustinerea veteranilor de război. În scopul de a aduna fondurile necesare, Michael și-a propus să vândă mac confectionat artificial  din mătase.
Pentru prima data simbolul a fost folosit de Americanii legionari  in  memoria soldaților americani căzuți în timpul Primului război mondial. Simbolul a capatat o distributie mai largă în țările Commonwealth — Marea Britanie și fostele colonii, precum și în America de Nord și Australia.

## Utilizarea

Simbol de comemorare în Ucraina, este folosit incepînd cu anul 2014

### În Ucraina
Macul rosu a fost  folosit pentru prima dată de Ucraina în 2014, în cadrul manifestărilor de aniversarea pentru cel de al Doilea război mondial în Europa.
Insigna macului rosu a fost elaborata la inițiativa Institutului National de comemorare Ucrainean și Televiziunea Nationala Ucraineana. Autorul simbolului este designerul Sergiu Mișachin, produsul este permis la folosirea liberă în scopuri necomerciale.
Reprezentarea grafică este  o iluzie: pe de o parte insigna reprezintă o floare de mac, pe de altă parte — urme de sânge, de la gloanțe. Alături de  floare, de obicei, sunt plasate  data de început și de sfârșit  al războiului  mondial (1939 și 1945), precum și sloganul "Ніколи знову" (rom. "Niciodată din nou")

## Simbolistica
- Zilele de comemorare și doliu